# Castries (Hérault)
Castries (en occitano: Càstias) es una localidad y comuna francesa, situada en el departamento del Hérault y en la región Occitania.
Sus habitantes son denominados en francés Castriotes.

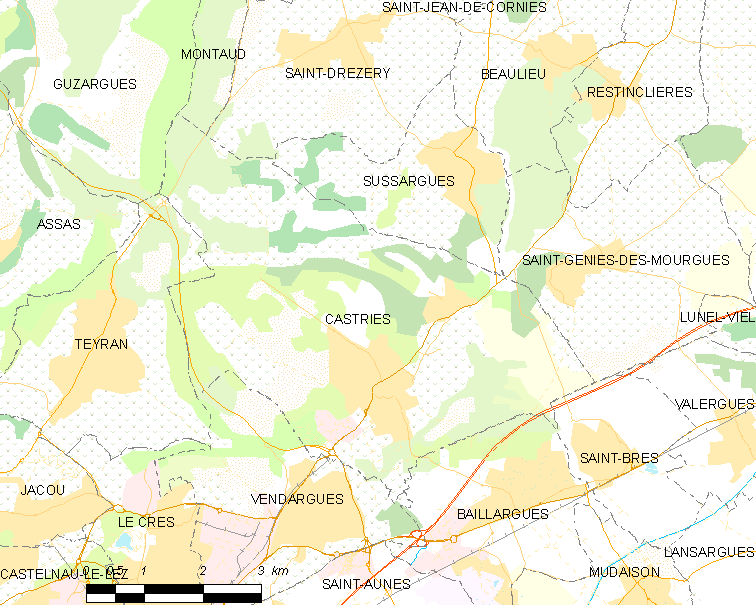
Mapa

## Geografía
Castries es una ciudad situada a 12 km al este de Montpellier.
Los alrededores de Castries están salpicados de canteras. La roca extraída es piedra calcárea de 20 millones de años (Mioceno) de un bonito color amarillo pálido. Esta piedra se utiliza en numerosos lugares del Departamento: en el Peyrou en Montpellier, o incluso en la Catedral de Maguelone. Es una piedra rica en fósiles (conchas, dientes de tiburones, etc.). En el Mioceno el litoral languedociano estaba bajo el agua, lo que abarca las regiones actuales de Narbona, Béziers, Montpellier y Nîmes. La sedimentación de los esqueletos y conchas de este mar dará esta roca blanda, utilizada como material de construcción.
La ciudad es atravesada por la antigua carretera nacional 110 (Montpellier-Alès) (que dejó de tener esa categoría en enero de 2006) llamada ahora carretera departamental 610. Actualmente entre 13.000 y 15.000 vehículos atraviesan el centro de la ciudad. Un proyecto del Consejo General del Hérault tiene prevista la construcción de una variante al sur de Castries, con periodo de alegaciones en 2008.

## Prehistoria e historia

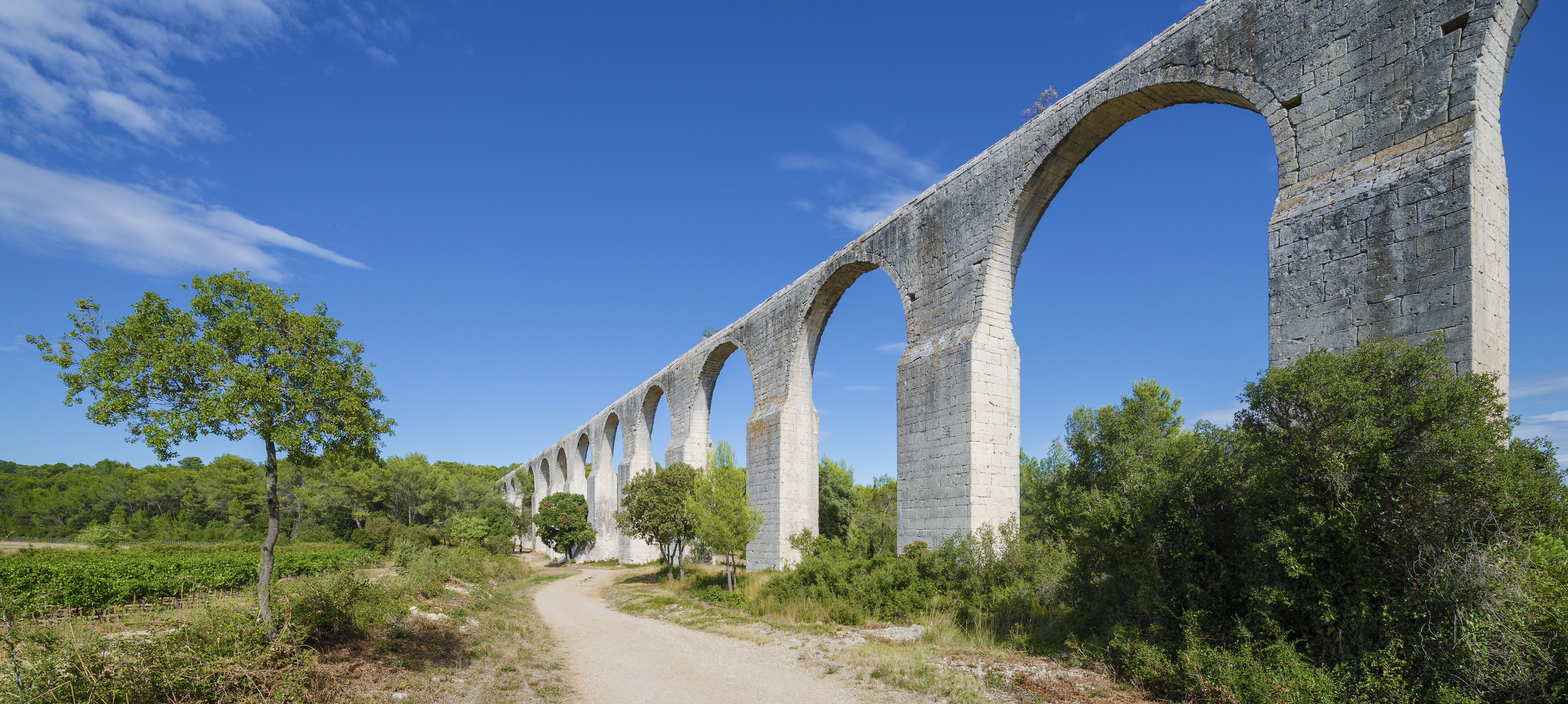
Aqueduc de Castries

La región muestra huellas (puntas de flecha, sílex) de asentamientos del neolítico y del calcolítico.
Ya en el siglo I, un puesto de guardia romano (castra) se instala en la cima de la colina, para vigilar la vía romana (via domitia).
Después viene una zona de sombra, hasta el siglo X, donde el nombre de Castra aparece en las recopilaciones de historia local. El primer Señor del castillo feudal se llama Dalmace (venido de Cataluña y del Bitérois). La ciudad cuenta con dos accesos (siglo XV): la Puerta de Sommières y la Puerta de Montpellier.
Le poderoso Señor Dalmace, caballero cruzado, participa en la I Cruzada y muere en Palestina. El feudo de Castries queda entonces, por matrimonio (ermessende) y testamentos, en el señorío de Guilhem VII, Señor de Montpellier. En el siglo XIII y XIV: se abaten calamidades con la peste, las hambrunas y las guerras. A finales del siglo XIV, Castries contaba con once hogares (a cinco personas por hogar, lo que supone 55 personas).
En 1495, la familia de la Croix compra la Baronía de Castries à la familia Peyre de Ganges, hacia 1520. Entonces derriba el antiguo castillo-fortaleza y construye la base del castillo actual, cuya historia durante cinco siglos estará estrechamente ligada a la del pueblo.
Siguieron años de frágil paz y de guerras brutales hasta el terrible año de 1622, cuando el duque de Rohan, jefe de las Iglesias reformadas, ordena la demolición de las murallas y que se rellenen los fosos, para defender mejor Montpellier, plaza fuerte protestante, a donde las tropas de Luis XII se aproximaban.
En 1985 el castillo, declarado Monumento Histórico desde 1966, fue dejado en herencia a la Academia Francesa, por decisión del propietario, el duque René de Castries, de la Casa de Castries.

## Demografía
| 1368 | 1791 | 2461 | 3419 | 3992 | 5146 | 6017 |
| Para los censos de 1962 a 1999 la población legal corresponde a la población sin duplicidades (Fuente: INSEE [Consultar]) |      |      |      |      |      |      |

## Educación
- El collège Les Pins
- La escuela de enseñanza primaria Marcel Pagnol
- La escuela de enseñanza primaria Sainte Marie

## Lugares de interés y monumentos
- El Castillo de Castries.
- La antigua iglesia de Saint-Étienne.
- El molino de aceite.
- La plaza Coste (rue du Château).
- El Acueducto de la Fuente del castillo.
- El Castillo de Fontmagne
- El más de Rou.
- El más de Moulinas.
- El más de Fondespierres.
- El más de Fontmarie.
- El más de Cadenet.
- El más Naud.
- El más de Bannière.
- El más de Saint-Antoine;
- La mediateca de la aglomeración Françoise Giroud construida en 2007 en el emplazamiento de la antigua bodega cooperativa
- la primera fábrica de tejas y el horno de cal.
- El Puente des Tourilles.
- El Puente de Cadoule.
- El Puente de Bérange.
- El Puente de Bannière.
- Las canteras de piedra.

## Personalidades vinculadas a la comuna
- La familia del Duque de Castries de la Casa de Castries.
- Claire Mazard relata sus recuerdos de infancia en Castries en el libro titulado La cour des acacias.